# NGC 1266
NGC 1266 é uma galáxia lenticular (S0) localizada na direcção da constelação de Eridanus. Possui uma declinação de -02° 25' 36" e uma ascensão recta de 3 horas, 16 minutos e 00,7 segundos.
A galáxia NGC 1266 foi descoberta em 20 de Setembro de 1784 por William Herschel.